# Love Me Tender
Love Me Tender è un brano musicale interpretato da Elvis Presley nel 1956 e pubblicato nel singolo a 45 giri Love Me Tender/Any Way You Want Me (That’s How I Will Be). Si tratta di una delle ballate più celebri e riconoscibili dell'artista.

## Origine e storia
Per la canzone di Presley, venne adattata la melodia del brano tradizionale Aura Lee (o Aura Lea), una ballata sentimentale dell'epoca della Guerra di Secessione scritta da George R. Poulton e W.W. Fosdick. Aura Lee era stata pubblicata nel 1861 ed era diventata in seguito molto popolare.
"The King" eseguì Love Me Tender durante l'Ed Sullivan Show il 9 settembre 1956, poco tempo prima della pubblicazione del singolo e circa un mese prima dell'uscita dell'omonimo film, per il quale la canzone era stata appositamente registrata. Il giorno seguente, la RCA ricevette 1 milione di prenotazioni per il singolo, facendolo diventare disco d'oro ancor prima che uscisse. 
La 20th Century Fox, casa produttrice del film, originariamente voleva intitolare la pellicola The Reno Brothers ma optò per il titolo Love Me Tender per capitalizzare il successo del brano.
Il produttore Hal Wallis non acconsentì che la band di Presley (Scotty Moore, Bill Black, e D.J. Fontana) suonasse nella colonna sonora. Quindi, il Ken Darby Trio fornì l'accompagnamento musicale con Red Robinson alla batteria, Charles Prescott al basso, Vita Mumolo alla chitarra, e Jon Dodson ai cori, con Elvis alla voce.
La canzone è accreditata a Presley e Vera Matson soltanto per ragioni di diritti d'autore, ma il principale autore del testo fu in realtà Ken Darby (il marito della Matson). Darby adattò anche la melodia della vecchia Aura Lee, che era ormai di pubblico dominio.
Il singolo raggiunge la prima posizione negli Stati Uniti per cinque settimane.
Nel 2014 Barbra Streisand ha pubblicato una versione del brano cantata in duetto virtuale con lo stesso Elvis, all'interno dell'album Partners.

## Tracce

### Singolo
Lato A
1. Love Me Tender – 2:42

Lato B
1. Any Way You Want Me (That’s How I Will Be) – 2:12

## Cover
Ormai considerata un classico, la canzone è stata riproposta da parecchi artisti:
- Paul Anka
- Bobby Solo[2]
- Wilma Goich, con il testo in italiano di Mario Panzeri e il titolo Dolcemente, nel singolo a 45 giri Dolcemente/Se c'è una stella[3]
- Iva Zanicchi, con il testo in italiano di Mario Panzeri e il titolo Dolcemente, nel singolo a 45 giri Dolcemente/Come stai? bene!... e tu?[4]
- Pat Kelly nell'album Love Songs (Jackpot, KGLP003)
- David Archuleta, nella settima serie del reality show americano American Idol (2008)
- Tony Bennett, nel suo album It's Now or Never (1994)
- Nicolas Cage, nel film Cuore selvaggio (1990)
- Nick Camarda
- Richard Chamberlain (1962)
- Ray Conniff
- Connie Francis
- Amy Grant, nel film Mi gioco la moglie... a Las Vegas (1992)
- Merle Haggard, nel suo album My farewell to Elvis (1977)
- Engelbert Humperdinck
- Scatman John, nel singolo Su Su Su Super キ・レ・イ (1996)
- Holly Johnson, nel suo album The last temptation of Elvis
- Norah Jones, nel film Principe azzurro cercasi (2004)
- Vytautas Juozapaitis (2004)
- Hugh Laurie
- The Lettermen, nel loro album Jim, Tony, and Bob (1962)
- Barry Manilow, nell'album The Greatest Love Songs of All Time (2009)
- Marina Massironi e Giovanni Storti, nello spettacolo teatrale Tel chi el telùn (1999)
- Mental As Anything (1987)
- Mina, in due differenti versioni: nel 1991 (album Caterpillar), e nel 2012 (album 12 (American Song Book))
- Mocedades
- Ricky Nelson
- Willie Nelson, nel film Porky's Revenge (1985)
- The Platters
- Marty Robbins
- Kenny Rogers (1996)
- Mick Ronson (1974)
- Linda Ronstadt (1978)
- Frank Sinatra, nel suo triplo album Trilogy: Past Present Future (1980)
- Percy Sledge (1967)
- Barbara Streisand, nell'album Partners (2014)